# Piauhau roux
Lipaugus unirufus
Espèce
Statut de conservation UICN

 LC  : Préoccupation mineure
Le Piauhau roux (Lipaugus unirufus) est une espèce d'oiseaux de la famille des Cotingidae.

## Répartition géographique
On le trouve au Belize, en Colombie, au Costa Rica, en Équateur,  au Guatemala, au Honduras, au Mexique, au Nicaragua, et au Panama.